# 桂米團治

結三柏は、桂文治一門の定紋である。

桂 米團治（かつら よねだんじ）は、上方落語の名跡。米団治とも表記される。
現在は米朝一門（米朝事務所）の事実上の止め名。なお、4代目の弟子である3代目桂米朝は5代目を継がず、50年以上途絶えていたのを4代目の孫弟子に当たる3代目桂小米朝（3代目桂米朝の弟子にして実子）が継いだ。

## 一覧
- 初代桂米團治 - 後の7代目桂文治。
- 2代目桂米團治 - 後の3代目桂文團治。
- 3代目桂米團治 - 2代目米團治の門下で、1910年3月、3代目米團治を襲名。
- 4代目桂米團治 - 3代目米團治の門下。
- 5代目桂米團治 - 3代目桂小米朝が襲名。57年ぶりに復活した。